# Powiat de Mońki
Pour les articles homonymes, voir Mońki.
Le powiat de Mońki (en polonais powiat moniecki) est un powiat appartenant à la Voïvodie de Podlachie dans le nord-est de la Pologne.

## Division administrative
Le powiat comprend 7 communes :

Carte du powiat

- 3 communes urbaines-rurales : Goniądz, Knyszyn et Mońki ;
- 4 communes rurales : Jasionówka, Jaświły, Krypno et Trzcianne.

| Gmina            | Type         | Superficie (km²) | Population (2006) | Siège      |
| Gmina Mońki      | urbain-rural | 161,6            | 15 611            | Mońki      |
| Gmina Goniądz    | urbain-rural | 376,7            | 5 209             | Goniądz    |
| Gmina Knyszyn    | urbain-rural | 127,7            | 4 942             | Knyszyn    |
| Gmina Jaświły    | rural        | 175,4            | 5 427             | Jaświły    |
| Gmina Trzcianne  | rural        | 331,6            | 4 701             | Trzcianne  |
| Gmina Krypno     | rural        | 112,7            | 4 108             | Krypno     |
| Gmina Jasionówka | rural        | 96,7             | 2 962             | Jasionówka |

## Démographie
Données du 30 juin 2006 :
| Description | Total  | Total | Femmes | Femmes | Hommes | Hommes |
| ----------- | ------ | ----- | ------ | ------ | ------ | ------ |
| Unité       | Nombre | %     | Nombre | %      | Nombre | %      |
| Population  | 42 606 | 100   | 21 341 | 50,09  | 21 265 | 49,91  |
| Urbain      | 15 184 | 35,64 | 7 888  | 18,51  | 7 296  | 17,12  |
| Rural       | 27 422 | 64,36 | 13 453 | 31,58  | 13 969 | 32,79  |

## Histoire
De 1975 à 1998, les différents gminy du powiat actuelle appartenaient administrativement à la Voïvodie de Białystok.

La Powiat de Mońki est créée le 1er janvier 1999, à la suite des réformes polonaises de gouvernement local passées en 1998 et est rattachée à la voïvodie de Podlachie.